# Pyšná princezna
Pyšná princezna (littéralement en français La fière princesse), est un film tchécoslovaque de conte de fées réalisé par Bořivoj Zeman, sorti en 1952.
Basé sur le conte de fées Potrestaná pýcha (cs) de Božena Němcová, il s'agit du film le plus vu dans les cinémas tchécoslovaques dans les années 1950. Selon l'Union des distributeurs de films, il a été vu en salles par 8,2 millions de personnes. 
Il est en partie basé sur le conte de fées Le Roi Barbabec des frères Grimm. 

## Synopsis
La fière princesse Krasomila (Alena Vránová) n'est pas assez bien pour un mari, le digne et juste roi du pays voisin, Miroslav (Vládmir Ráž (cs)). C'est pourquoi, déguisé en jardinier, il part donner une leçon à la princesse. Tout d'abord, il fait pousser pour elle une fleur chantante qui gardera sa mélodie jusqu'au matin, si seulement la princesse n'était pas si fière. La princesse tombe amoureuse du jardinier, puis s'enfuit avec lui, découvrant au passage la vie des gens ordinaires. Finalement, elle cesse d'être fière, et lorsqu'elle découvre qui est vraiment le jardinier, plus rien ne s'oppose à leur mariage.

## Fiche technique
- Thème : Božena Němcová (Fierté punie), Oldřich Kautský (cs), Henryk Bloch
- Scénario : Bořivoj Zeman, Henryk Bloch, Oldřich Kautský
- Musique : Dalibor C. Vačkář
- Cinématographie : Jan Roth
- Réalisation : Borivoj Zeman
- Film en noir et blanc, 94 min
- Production : Tchécoslovaquie, Československý státní film, Prague, 1952

## Distribution
- Alena Vránová : la princesse Krasomila
- Vladimír Ráž : le roi Miroslav
- Stanislav Neumann : le roi du Royaume de Minuit, père de Krasomila
- Mária Sýkorová (cs) : nounou
- Jaroslav Seník : le ministre Jakub
- Miloš Kopecký : le chancelier
- Oldřich Dědek : le maître des cérémonies
- Karel Effa : le gardien du trésor
- Gustav Heverle : Vítek, l'écuyer
- Josef Hlinomaz : le percepteur royal des impôts
- Luděk Mandaus : l'annonceur
- Bohuslav Čáp : le cordonnier
- Otomar Korbelář : le fermier
- Jarmila Kurandová : la gouvernante
- Jana Werichová : Madlenka
- Vladimír Bejval : Ivánek
- František Hanus : le mineur
- Nita Romanečová : la femme du mineur
- Terezie Brzková : la meunière
- František Kovářík : le meunier
- Branko Koreň : un homme silencieux
- Miloš Nesvadba : Prince du Pays du Soleil Couchant
- Bohuslav Kupšovský : homme aux bras longs en prison
- Rudolf Cortés : le bucheron qui chante
- Václav Švec : le courtisan du prince
- Jaroslav Orlický : un messager
- Emil Kavan : le peintre
- Josef Hořánek : le serviteur
- František Kokejl : le boucher
- Libuše Bokrová : un vannier
- Václav Bečvář : le forgeron
- Jiří Zukal : l'assistant du forgeron

## Récompense
- Meilleur film pour enfants au Festival international du film de Karlovy Vary[4].